# Utrikesministerhotellet

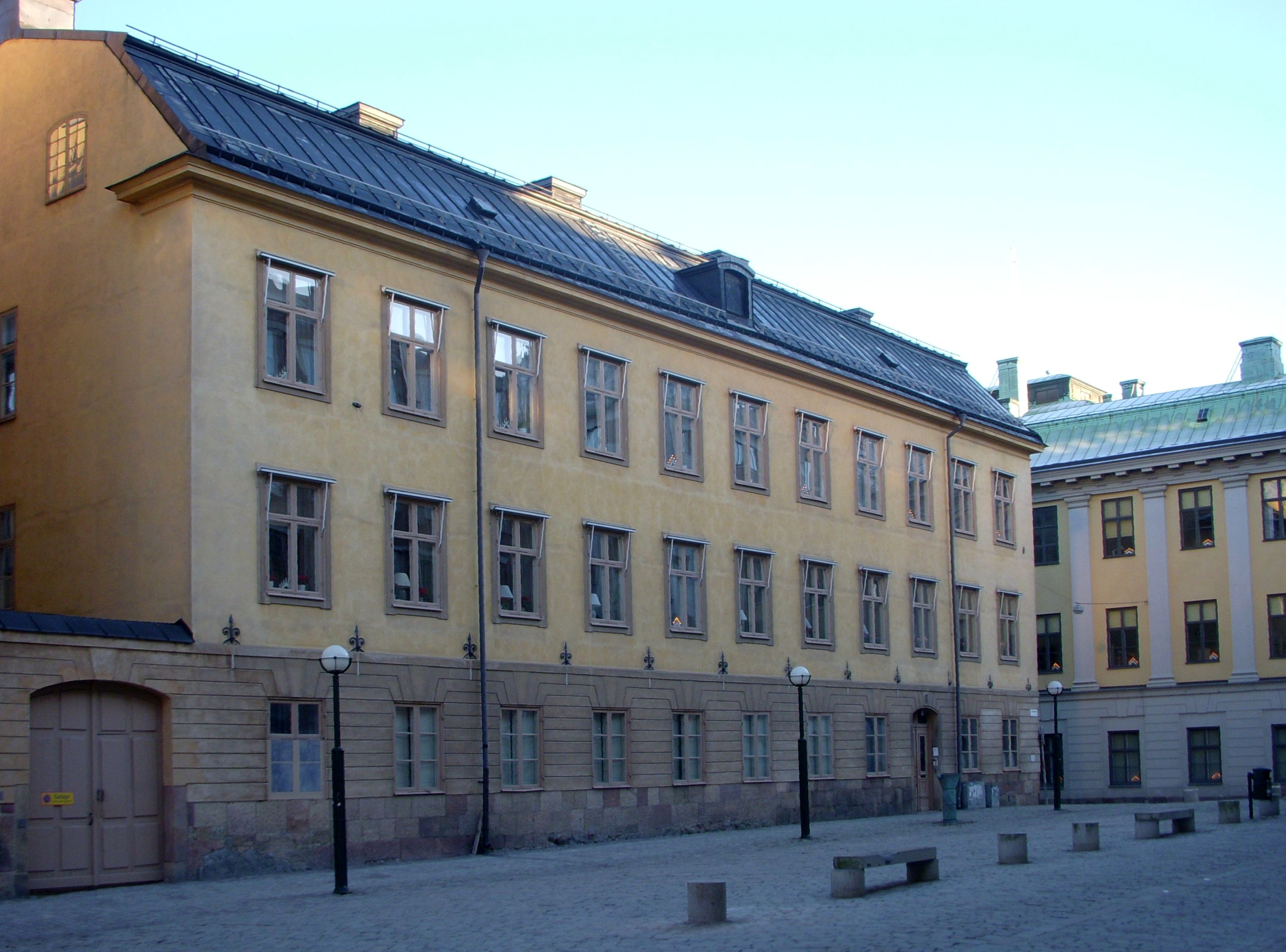
Utrikesministerhotellets fasad mot Blasieholmstorg.

Utrikesministerhotellet (historiskt även känt som Amiralitetshuset, Hornska palatset eller Ministerbostället) är ett byggnadsminnesmärkt palats från 1600-talet med adress Blasieholmstorg 8 på Blasieholmen i Stockholm.
Kungliga Musikaliska Akademien har idag sina lokaler i palatset främst på andra våningen, efter dess flytt från det gamla Kungliga Musikaliska Akademiens hus i samma kvarter.

## Historik

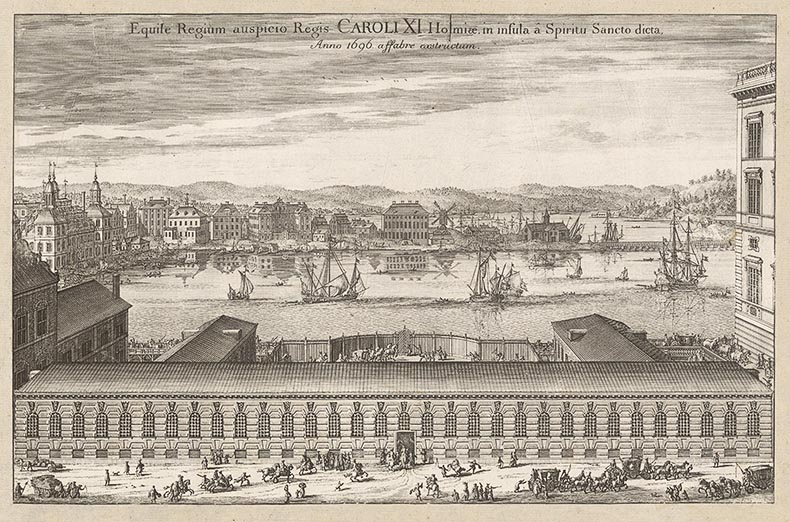
Dåvarande Soops / Gyllenstiernas palats i Suecia-verket 1698 med fem fönsteraxlar mellan de Wachtmeisterska och Bååtska palatsen.

Till de tidigaste ägarna lär räknas drottning Kristinas förste amiralitetsfiskal Åke Wrång, Anna Maria Soop med make Carl Gyllenstierna, fältmarskalken Gustaf Horn, Hans von Fersen och Carl Reinhold von Fersen.
År 1746 inledde änkegrevinnan von Fersen (Carl Reinhold von Fersens mor) en om- och tillbyggnad, som gav palatset dess nuvarande franskinspirerade exteriör med brutet tak, rokokoinspirerade fönsteromfattningar och sandstensgul fasad.
Från mitten av 1700-talet blev palatset residens för utländska ambassader, däribland den danska, franska och habsburgska, och kom även att kallas Ministerboställe. Från början av 1790-talet tjänstebostad och representationsvåning för Sveriges utrikesstatsministrar. Dess siste hyresgäst var Östen Undén, till 1962.
Efter att byggnaden på 1960-talet förlorade sin funktion flyttades konsten och möblerna till Haga slott som regeringen hade fått dispositionsrätten till från kungen. Haga slott kom sedan att tjäna som gästresidens för besökande vid stats- och regeringsbesök.